# Johann von Merveldt (Domherr, † 1567)
Johann von Merveldt (* im 15. Jahrhundert; † 18. November 1567 in Horstmar) war Domherr in Münster.

## Leben

### Herkunft und Familie
Johann von Merveldt entstammte dem westfälischen Adelsgeschlecht von Merveldt, das seinen namensgebenden Stammsitz in Merfeld hat und aus dem zahlreiche namhafte Persönlichkeiten hervorgegangen sind. Die Familie stellte in den Bistümern Münster, Paderborn, Osnabrück und Hildesheim 22 Domherren. Johann war der Sohn des Johann von Merveldt zu Merveld und dessen Gemahlin Elsebe Ketteler zu Neuassen, Schwester des Paderborner Dompropstes Gisbert Ketteler. Johanns Bruder Gottfried war von 1514 bis 1534 Domherr in Münster. Die eine Schwester Petronella war mit Arnd von Raesfeld zu Hameren verheiratet, deren Sohn Gottfried von Raesfeld Domdechant und bedeutender Geistlicher war. Die andere Schwester Adelheid († 1583) war Pröpstin des Stifts Borghorst.

### Wirken
Johann von Merveldt erhielt am 7. Oktober 1525 die Dompräbende des verstorbenen Domherrn Georg von Berninghausen. In der Johanniskirche in Billerbeck nahm er diese in Besitz und wurde emanzipiert. Bereits am 12. April 1526 verzichtete er zugunsten des späteren Bischofs Wilhelm Ketteler. Seit 1518 hatte er das halbe Dekanat Leens im Groningerland inne, das er aber 1537 verkaufte.
Auf sein Amt als Pfarrer in Senden verzichtete er ebenfalls und heiratete 1541 in erster Ehe die Witwe Dorothea von Romberg. In zweiter Ehe war er 1544 mit Anna Valke verheiratet. Johann hatte einen gleichnamigen legitimierten Sohn, der später Richter in Dülmen war. Über seinen weiteren Lebensweg gibt die Quellenlage nur sparsam Aufschluss.
Er hatte das Kirchenpatronat von Merfeld und Rorup inne. Im letzten Kirchspiel war sein Bruder Gottfried bis 1548 Hauptpastor. Laut Vitiationsprotokolle galt er als Verfechter des katholischen Glaubens. 1565 mahnte Fürstbischof Bernhard von Raesfeld ihn, sich als guter Lehnsmann bereitzuhalten und nicht in fremden Kriegsdienst zu treten.
1561 ließ er den noch existierenden Burgmannshof Merveldter Hof in Horstmar bauen. Kurz für seinen Tod 1567 stiftete er zwei Armenhäuser in Merfeld und Lette.
Das Haus Merfeld und seine Pertinenzen gerieten nach seinem Tod im Besitz der reformierten Zweig der Familie Merveldt zu Merveld.
Johann von Merveldts Namen darf nicht mit demjenigen des sagenhaften Klausners Johann von Merfeld verwechselt werden, der im Letter Bruch gelebt haben soll. Dessen Gebeine wurden 1670 im Auftrag des Fürstbischofs Christoph Bernhard von Galen in die rekatholisierte Pfarrkirche von Lette übertragen.